# Louise Hammond
Louise Ellsworth Hammond Raymond, ameriška tenisačica, * 29. december 1886, New York, ZDA, † avgust 1991, Scarsdale, New York, ZDA.
V vseh konkurencah se je po dvakrat uvrstila v finale turnirja za Nacionalno prvenstvo ZDA. V posamični konkurenci v letih 1910, ko jo je premagala Hazel Hotchkiss Wightman, in 1916, ko jo je premagala Molla Bjurstedt. V konkurenci ženskih dvojic se je v finale uvrstila v letih 1914 in 1916 skupaj z Edna Wildey, v konkurenci mešanih dvojic pa v letih 1908 in 1909 skupaj z Raymondom D. Littlom.

## Finali Grand Slamov

### Posamično (2)

#### Porazi (2)
| Leto | Turnir                   | Nasprotnica v finalu     | Rezultat finala |
| 1910 | Nacionalno prvenstvo ZDA | Hazel Hotchkiss Wightman | 4–6, 2–6        |
| 1916 | Nacionalno prvenstvo ZDA | Molla Bjurstedt          | 0–6, 1–6        |

### Ženske dvojice (2)

#### Porazi (2)
| Leto | Turnir                   | Partnerica  | Nasprotnici v finalu                   | Rezultat finala |
| 1914 | Nacionalno prvenstvo ZDA | Edna Wildey | Mary K. Browne Louise Riddell Williams | 8–10, 2–6       |
| 1916 | Nacionalno prvenstvo ZDA | Edna Wildey | Molla Bjurstedt Eleonora Sears         | 6–4, 2–6, 8–10  |

### Mešane dvojice (2)

#### Porazi (2)
| Leto | Turnir                   | Partner           | Nasprotnika v finalu                        | Rezultat finala |
| 1908 | Nacionalno prvenstvo ZDA | Raymond D. Little | Nathaniel Niles Edith Rotch                 | 4–6, 6–4, 4–6   |
| 1909 | Nacionalno prvenstvo ZDA | Raymond D. Little | Wallace F. Johnson Hazel Hotchkiss Wightman | 2–6, 0–6        |